# Pulosari (Pulosari)
Pulosari is een bestuurslaag in het regentschap Pemalang van de provincie Midden-Java, Indonesië. Pulosari telt 8065 inwoners (volkstelling 2010).